# Scott Brosius
Scott David Brosius (Hillsboro, Oregón, 15 de agosto de 1966), más conocido como Scott Brosius, es un exjugador profesional estadounidense de béisbol que se desempeñó en la posición de tercera base en las Grandes Ligas de Béisbol (MLB). Logró obtener un Guante de Oro.

## Carrera
Brosius jugó como profesional siete temporadas en Oakland Athletics (1991-1997), después pasó a New York Yankees, donde jugó cuatro temporadas (1998-2001), y fue el equipo en el que se retiró.

## Premios
Fue galardonado con el Guante de Oro en una oportunidad (1999).